# Erpetogomphus erici
Erpetogomphus erici är en trollsländeart som beskrevs av Novelo-g. och Rosser W. Garrison 1999. Erpetogomphus erici ingår i släktet Erpetogomphus och familjen flodtrollsländor. IUCN kategoriserar arten globalt som otillräckligt studerad. Inga underarter finns listade i Catalogue of Life.